# 2018 en combiné nordique
| Années du combiné nordique : 2015 - 2016 - 2017 - 2018 - 2019 - 2020 - 2021    |
| Décennies du combiné nordique : 1980 - 1990 - 2000 - 2010 - 2020 - 2030 - 2040 |

Cette page reprend les résultats des différentes compétitions de combiné nordique de l'année 2018.
Cette année olympique est marquée par la création de la Coupe continentale féminine.

## Calendrier

### Janvier
- le 5, à Klingenthal (Allemagne), l'épreuve de Coupe continentale masculine donne lieu à la participation d'athlètes habituellement engagés en Coupe du monde, ceci en raison de l'annulation des épreuves prévues à Otepää, en Estonie. L'épreuve est remportée par le Français Antoine Gérard devant le Norvégien Sindre Ure Søtvik. Le Français Maxime Laheurte complète le podium.

- le 6 :
  - les toutes premières épreuves de Coupe continentale féminine prévues à Otepää (Estonie), sont annulées, de même que celles de Coupe du monde qui devaient servir d'écrin aux premières.
  - toujours à Klingenthal, l'Autrichien Franz-Josef Rehrl s'impose dans l'épreuve de Coupe continentale masculine devant le Français Maxime Laheurte. Le Polonais Paweł Słowiok est troisième.
  - à Harrachov (République tchèque), des épreuves internationales junior sont organisées :
    - le 5 kilomètres féminin est remporté par l'Allemande Jenny Nowak devant la Slovène Ema Volavsek. L'Estonienne Annemarii Bendi est troisième ;
    - le 4 kilomètres féminin voit la victoire de l'Allemande Anna Jäkle devant sa compatriote Marie Nähring. L'Autrichienne Lisa Hirner complète le podium ;
    - le 7,5 kilomètres masculin est remporté par le Tchèque Petr Sablatura devant l'Estonien Markkus Alter. L'Autrichien Florian Kröll complète le podium ;
    - le 4 kilomètres masculin voit la victoire de l'Allemand Hannes Gehring ; il s'impose devant l'Italien Iacopo Bortolas tandis que le Slovène Matic Hladnik est troisième.

- le 7 :
  - prévues à Otepää , les épreuves de Coupe continentale féminine et de Coupe du monde sont annulées.
  - l'ultime épreuve de Coupe continentale masculine organisée à Klingenthal donne lieu à un doublé français : François Braud s'impose devant Antoine Gérard. Comme la veille, le Polonais Paweł Słowiok est troisième.
  - à Harrachov, les épreuves internationales junior continuent :
    - le sprint féminin est remporté par l'Allemande Jenny Nowak devant l'Estonienne Annemarii Bendi, tandis que la Slovène Ema Volavsek est troisième ;
    - l'autre sprint féminin voit la victoire de l'Allemande Marie Nähring devant sa compatriote Anna Jäkle. L'Autrichienne Lisa Hirner complète le podium ;
    - le 5 kilomètres masculin est remporté par l'Autrichien Stefan Peer devant l'Estonien Markkus Alter, déjà deuxième la veille. Le Polonais Piotr Kudzia complète le podium ;
    - le 2,5 kilomètres masculin voit la victoire de l'Italien Iacopo Bortolas, devant le Slovène Matic Hladnik, tandis que l'Allemand Hannes Gehring, vainqueur la veille, est cette fois troisième.

- Le 12 :
  - à Val di Fiemme (Italie), la première des trois épreuves du week-end de Coupe du monde voit la victoire du Norvégien Jørgen Graabak. L'Allemand Johannes Rydzek est deuxième, devant l'Autrichien Lukas Klapfer.
  - à Ruka (Finlande), l'épreuve de Coupe continentale masculine est remportée par l'Autrichien Bernhard Flaschberger. Il s'impose devant le Japonais Hidefumi Denda tandis qu'un autre Autrichien, Thomas Jöbstl, complète le podium, devant son compatriote Martin Fritz, double vainqueur du classement général de la compétition.

- Le 13 :
  - toujours à Val di Fiemme, c'est un sprint par équipe qui est au programme de la Coupe du monde. La deuxième équipe d'Allemagne, composée d'Eric Frenzel et Vinzenz Geiger, remporte la victoire et marque le retour sur le podium du quadruple vainqueur de la Coupe. La première équipe d'Allemagne (Fabian Rießle & Johannes Rydzek) est deuxième tandis que la paire norvégienne Magnus Moan - Mikko Kokslien complète le podium.
  - toujours à Ruka, en Coupe continentale masculine, une mass-start est organisée. La victoire revient au Norvégien Sindre Ure Søtvik, qui prend la tête du classement général. L'Autrichien Martin Fritz est deuxième devant l'Allemand Luis Lehnert.
  - à Schonach (Allemagne) sont organisées des épreuves de la Coupe OPA :
    - l'épreuve féminine est remportée par l'Allemande Jenny Nowak. Elle s'impose devant deux Italiennes : Annika Sieff, deuxième, et Daniela Dejori, troisième ;
    - l'épreuve masculine est remportée par l'Autrichien Mika Vermeulen devant l'Allemand Maximilian Pfordte. Le Français Maël Tyrode est troisième.

- Le 14 :
  - toujours à Val di Fiemme, l'épreuve de Coupe du monde est remportée par son leader au classement général, le Norvégien Jan Schmid. L'Autrichien Lukas Klapfer, troisième l'avant-veille, confirme sa bonne forme du moment en prenant la deuxième place. L'Allemand Fabian Rießle est troisième.
  - toujours à Ruka, la victoire de l'épreuve de Coupe continentale masculine revient à l'Autrichien Thomas Jöbstl, troisième de l'épreuve de l'avant-veille. Son compatriote Martin Fritz prend à nouveau la deuxième place. Le Norvégien Harald Johnas Riiber est troisième.
  - toujours à Schonach, en Coupe OPA :
    - l'Allemande Jenny Nowak s'impose à nouveau, cette fois devant la Française Léna Brocard[1] tandis que l'Italienne Annika Sieff, deuxième la veille, complète le podium ;
    - l'épreuve masculine donne lieu à un triplé autrichien : Mika Vermeulen s'impose devant Samuel Mraz et Johannes Lamparter est troisième.

- Le 20 :
  - à Chaux-Neuve (France), l'épreuve de Coupe du monde est à nouveau remportée par son leader, le Norvégien Jan Schmid, qui conforte par là même sa position en tête du classement général. Le Japonais Akito Watabe est deuxième, devant le Finlandais Ilkka Herola, dont c'est le deuxième podium individuel en Coupe du monde.
  - à Rena (Norvège) :
    - la Russe Stefaniya Nadymova remporte la toute première épreuve féminine de Coupe continentale jamais organisée. Elle s'impose devant la Japonaise Ayane Miyazaki et l'Allemande Jenny Nowak.
    - l'Autrichien Thomas Jöbstl s'impose devant son compatriote Bernhard Flaschberger dans l'épreuve masculine. Le Norvégien Jens Lurås Oftebro est troisième.

- Le 21 :
  - la Coupe du monde se poursuit à Chaux-Neuve avec une épreuve par équipes. Elle est remportée par l'équipe de Norvège, composée de Jan Schmid, Espen Andersen, Jarl Magnus Riiber & Jørgen Graabak. L'équipe d'Allemagne (Eric Frenzel, Fabian Rießle, Johannes Rydzek & Vinzenz Geiger) est deuxième, devant une jeune et prometteuse équipe de Finlande (Leevi Mutru, Arttu Mäkiaho, Ilkka Herola & Eero Hirvonen).
  - toujours à Rena :
    - la Japonaise Ayane Miyazaki s'impose en Coupe continentale féminine devant celle qui l'avait devancée la veille, la Russe Stefaniya Nadymova. Comme la veille, l'Allemande Jenny Nowak est troisième de l'épreuve, de telle sorte que les trois compétitrices du podium de la veille y sont présentes.
    - l'épreuve masculine voit la victoire de l'Autrichien Dominik Terzer devant son compatriote Martin Fritz. L'Américain Taylor Fletcher, excellent fondeur, complète le podium.

- Le 26 commencent à Seefeld (Autriche) les trois jours du combiné nordique, épreuves comptant pour la Coupe du monde. La première épreuve, un sprint, est remportée au... sprint par le Japonais Akito Watabe devant le Norvégien Jarl Magnus Riiber, qui était parti en tête après avoir remporté le concours de saut. L'Allemand Fabian Rießle est troisième tandis que le leader de la coupe du monde, le Norvégien Jan Schmid, termine au pied du podium.

- Le 27, toujours à Seefeld, le Japonais Akito Watabe double la mise en s'imposant dans la deuxième épreuve des trois jours du combiné. Il devance le jeune Allemand Vinzenz Geiger qui a disputé la deuxième place au Norvégien Jarl Magnus Riiber.

- Le 28 se déroule à Seefeld la troisième épreuve des trois jours du combiné. Elle est remportée, comme les deux jours précédents, par le Japonais Akito Watabe, qui du même coup prend la tête du classement général de la Coupe du monde. Il s'impose devant le Norvégien Jarl-Magnus Riiber, qui lui aussi n'aura pas quitté le podium pendant trois jours ; l'Allemand Fabian Rießle est troisième.

- Le 30, à Kandersteg (Suisse), ont lieu les premières épreuves des Championnats du monde junior :
  - chez les garçons, c'est le Tchèque Ondřej Pažout, médaillé de bronze par équipes un an auparavant, qui remporte le Gundersen 10 km. Le Norvégien Einar Lurås Oftebro est deuxième et l'Américain Ben Loomis, troisième.
  - chez les filles, la toute première épreuve féminine d'un championnat du monde junior (hélas non officielle[2]) de l'histoire voit la victoire de l'Allemande Jenny Nowak, qui s'impose sur le Gundersen 5 km devant sa compatriote Anna Jäkle. La Russe Anastasia Goncharova[3] complète le podium. Malheureusement pour les concurrentes, il s'agit d'une épreuve ayant valeur de test : elle ne donne pas lieu à des titres mondiaux. Ceux-ci ne seront décernés pour la première fois que l'année suivante.

### Novembre
- Le 24, à Ruka, en Finlande, s'ouvre la Coupe du monde et le jeune Autrichien Mario Seidl s'impose pour sa première victoire. Il est suivi par une autre figure de la jeune génération de combinés : le Norvégien Jarl Magnus Riiber. L'Allemand Johannes Rydzek complète le podium.

- Le 25, toujours à Ruka, se déroule la deuxième épreuve de la Coupe du monde. Cette épreuve par équipes, marquée par des disqulifications lors de l'épreuve de saut, est remportée par l'équipe d'Allemagne, composée de Eric Frenzel, Fabian Rießle, Johannes Rydzek & Vinzenz Geiger. Elle s'impose devant l'équipe du Japon (Go Yamamoto, Yoshito Watabe, Hideaki Nagai et Akito Watabe). L'équipe de Norvège complète le podium.

- Le 30, à Lillehammer (Norvège), a lieu la troisième épreuve de la Coupe du monde, qui est un sprint. Le jeune Norvégien Jarl Magnus Riiber s'impose d'une courte tête devant l'Allemand Eric Frenzel. L'Autrichien Franz-Josef Rehrl, qui avait remporté le concours de saut, complète le podium… en y prenant place pour la première fois !

### Décembre
- le 1er, toujours à Lillehammer, se déroule la quatrième épreuve de la Coupe du monde. Il s'agit d'une mass-start, un format de course qui n'a plus été organisé en Coupe du monde depuis l'épreuve de Val di Fiemme du 10 janvier 2009. La course de fond, qui se déroule donc en premier, voit la victoire du Norvégien Magnus Krog, très ingambe en ce début de saison. Mais le concours de saut permet au jeune Norvégien Jarl Magnus Riiber de s'imposer, comme la veille, devant l'Allemand Eric Frenzel. Fabian Rießle, un coéquipier de ce dernier, complète le podium.

- Le 2 se déroule la dernière épreuve de Coupe du monde de l'étape de Lillehammer. Vainqueur du concours de saut, le Norvégien Jarl Magnus Riiber mène la course de bout en bout. Il s'impose devant son compatriote Jørgen Graabak, dont il égale désormais le nombre de victoires en Coupe du monde. L'Allemand Johannes Rydzek, parti en dix-septième position, complète le podium.
- Le 4 est annoncé[4] que le sauteur à ski slovène Gasper Bartol (d)  devient entraîneur de l'équipe canadienne de combiné, essentiellement pour s'occuper de Nathaniel Mah, le seul Canadien participant régulièrement à des épreuves internationales.

- Le 14, à Steamboat Springs, dans le Colorado (États-Unis d'Amérique), débutent conjointement les Coupes continentales féminine & masculine.
  - Elles sont l'occasion d'un doublé du pays hôte des compétitions : l'épreuve féminine est remportée[5] par l'Américaine Tara Geraghty-Moats, devant la Norvégienne Gyda Westvold Hansen et la Russe Stefaniya Nadymova…
  - … tandis que l'épreuve masculine voit la victoire[6] de son compatriote Taylor Fletcher, qui s'impose devant les Autrichiens Paul Gerstgraser et Bernhard Flaschberger.

- Le 15 :
  - toujours à Steamboat Springs se déroulent les deuxièmes épreuves du calendrier des Coupes continentales féminine & masculine. La première est remportée[7], comme la veille, par l'Américaine Tara Geraghty-Moats suivie par sa dauphine de la veille, la Norvégienne Gyda Westvold Hansen. L'Italienne Veronica Gianmoena complète le podium.
  - L'épreuve masculine est remportée[8] par l'Autrichien Paul Gerstgraser, qui la veille occupait la deuxième marche du podium. Son dauphin étant le vainqueur de la veille, l'Américain Taylor Fletcher, ces deux combinés se partagent la première place du classement général de la compétition. Le Norvégien Lars Buraas complète le podium du jour.
  - à Davos, en Suisse, les combinés allemands Johannes Rydzek et Fabian Rießle profitent[9] du forfait de leurs compatriotes Thomas Bing et Sebastian Eisenlauer pour participer à un sprint de la Coupe du monde de… ski de fond ! Arrivés respectivement en 90e et 78e places[10], ils ne parviennent pas à se qualifier pour la manche finale de l'épreuve (qui sera remportée par le Norvégien Johannes Høsflot Klæbo) mais ont certainement acquis une expérience précieuse.

- le 19, à Park City, dans l'Utah (États-Unis d'Amérique) se déroulent les troisièmes épreuves du calendrier des Coupes continentales féminine & masculine. L'épreuve féminine est remportée[11] par Tara Geraghty-Moats, qui signe là sa troisième victoire consécutive en trois courses. L'Allemande Jenny Nowak grimpe enfin sur le podium tandis que la sauteuse à ski canadienne Taylor Henrich complète celui-ci.

- Le 20, toujours à Park City, se déroulent les quatrièmes épreuves du calendrier des Coupes continentales féminine & masculine. Dans la course féminine, c'est la Norvégienne Gyda Westvold Hansen qui s'impose[12], devant les mêmes Jenny Nowak et Taylor Henrich. L'Américaine Tara Geraghty-Moats, forfait, conserve néanmoins sa position de leader de la compétition.

- le 22, à Ramsau am Dachstein (Autriche), est organisée la sixième épreuve de la Coupe du monde. Le Norvégien Jarl Magnus Riiber, leader du classement, s'impose devant l'Autrichien Franz-Josef Rehrl. L'Allemand Fabian Rießle complète le podium.

- le 23, toujours à Ramsau, se déroule la septième épreuve de la Coupe du monde, brillamment remportée par le Norvégien Jørgen Graabak, qui surclasse au sprint les Allemands Johannes Rydzek et Fabian Rießle.